# HACS

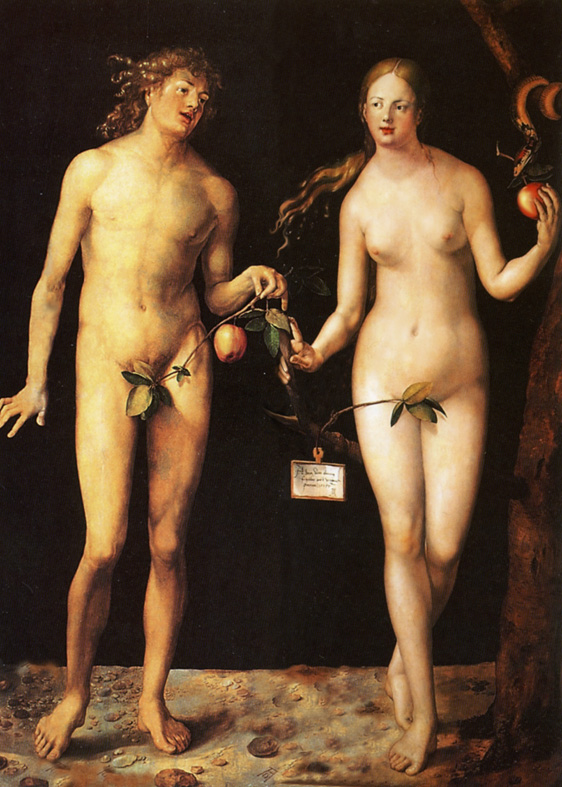
Adán y Eva (Durero). A diferencia de las disciplinas STEM, en las HACS sigue prevaleciendo aún hoy en día una visión antropocéntrica del mundo circundante.

HACS son unas siglas propuestas para ser utilizadas como una denominación general referente a las disciplinas académicas de las Humanidades, Artes, y Ciencias Sociales. Serían el equivalente en español del acrónimo en inglés HASS (humanities, arts and social sciences) que se usa en varios países angloparlantes como la contraparte de las disciplinas STEM (science, technology, engineering and mathematics) o CTIM en español (Ciencia, Tecnología, Ingeniería y Matemáticas).
Algunas de las disciplinas que abarca son la filosofía, teología, sociología, ciencias de la comunicación, psicología social, geografía humana, demografía, antropología, trabajo social, lingüística, historia, arqueología, política, economía, derecho, pedagogía, periodismo, literatura, musicología, administración, contabilidad, música, danza, pintura, escultura, diseño gráfico, teatro, cinematografía, diseño de interiores, diseño industrial, crítica, historia del arte, estudios culturales, turismo, gastronomía, entre otras.
Según varios estudios estadísticos, con el florecimiento de las CTIM las HACS han ido perdiendo popularidad y estatus en cuanto al valor que se les atribuye socialmente dentro del mercado laboral. Debido a esto, en 2020 una iniciativa en Reino Unido renombró las HASS en inglés como SHAPE (Social Sciences, Humanities and the Arts for People and the Economy) con el objetivo de promover y recalcar la importancia de estas materias en la educación, la sociedad y la economía.